# Урыч
У́рыч (укр. Урич) — село в Сколевской городской общине Стрыйского района Львовской области Украины. 
Близ села находится наскальный оборонный комплекс Тустань, который стал основой для создания Государственного историко-культурного заповедника «Тустань», который работает ежедневно (кроме понедельника и вторника), и церковь Святого Николая — памятник архитектуры XIX в.
В 1970 году жители села Урыч принимали участие в съемках художественного кинофильма «Захар Беркут».
Ближайшая железнодорожная станция — Верхнее Синевидное.
В 2024 году попало в список лучших туристических сёл в мире The Best Tourism Villages по версии Всемирной туристической организации ООН.